# 清水秀樹
清水 秀樹（しみず ひでき、1944年 - ）は、日本の教育者。向上高等学校校長および学校法人向上学園理事長、自修館中等教育学校初代校長、学校法人文京学園監事および特別顧問などを歴任。

## 来歴
山梨県北杜市出身。山梨県立韮崎高等学校、駒澤大学文学部卒業。大学卒業後、高等学校にて英語教諭として教壇に立つ。のち学校法人向上学園理事長、1987年同学園向上高等学校校長、1998年新設開校の自修館中等教育学校初代校長に就任。神奈川県私立中学高等学校協会理事、同研究部生徒指導研究委員会委員長。日本私学教育研究所特任研究員。同研究所教員免許更新講習運営委員、生徒指導委員会委員を兼務。教員初任者全国研修会、10年経験者全国研修会の指導講師。学校法人文京学園監事、特別顧問。特定非営利活動法人（NPO法人）「教職員学校」理事長を務める。
NPO法人教職員学校は、生徒指導問題を中心に学校改革講演活動、文科省の委託推進事業である「いじめ対策等生徒指導推進事業」の認定を受け、いじめ問題をはじめ問題行動について調査・研究活動および「いじめ防止対策推進法と学校対応について」などの研修会を実施する。

## 著書
- 「教師力 - ますます教えることが楽しくなる」飯塚書店 2014.2[9]

## 受賞
- 2003年　韓国政府より産業褒章（向上高等学校理事長として。韓国への修学旅行を30年以上継続し韓国観光の発展に貢献）